# Дъглас Макартър
Дъглас Макартър (на английски: Douglas MacArthur; 26 януари 1880 – 5 април 1964) е американски армейски генерал, най-награждаваният в историята на американската армия. Той служи по време на Първата световна война, Втората световна война и Корейската война.
Той е един от петимата армейски генерали в армията на САЩ, както и единственият фелдмаршал в армията на Филипините. Той официално приема капитулацията на Япония на 2 септември 1945 г., а след това надзирава окупацията на Япония до 1951 г. Премахнат е от служба от президента Хари Труман след противоречиви ходове в Корейската война.

## Ранен живот
Макартър е роден на 26 януари 1880 г. в Литъл Рок, Арканзас. Той е трети син на Артър Макартър-младши, генерал в американската армия, и Мери Пинкни Харди, амбициозна жена, който силно му повлиява. В мемоарите си, Дъглас Макартър пише, че се е научил да стреля, преди да се е научил да чете. През юли 1889 г. семейството се премества във Вашингтон. Завършва Военната академия на САЩ през 1903 г. с най-високи почести и през следващите десет години служи като помощник и младши офицер. Прекарва няколко месеца с американските войски, които са окупирали мексиканския град Веракрус през 1914 г.
В периода 1917 – 1919 г. той е началник-щаб, бригаден командир и дивизионен командир на 42-ра пехотна дивизия, която участва във военни операции във Франция през Първата световна война и окупацията на Рейнската област, която последва. През 1920-те години той работи за въвеждането на големи реформи, докато е суперинтендант във военната академия, служи два пъти във Филипините, командва два американски корпуса и оглавява американския олимпийски комитет за Летните олимпийски игри през 1928 г.
Издигнал се до чин бригаден генерал през 1918 г., Макартър е повишен на генерал, когато е избран за началник-щаб на армията през 1930 г. Усилията му като военен началник през следващите пет години са насочени главно към опазването на изнемощялата армия по време на Голямата депресия. През 1932 г. Макартър е остро критикуван, когато изпраща редовна войска да отстрани голямата тълпа от ветерани от Първата световна война, протестираща във Вашингтон. В периода 1935 – 1941 г. служи като военен съветник във Филипините (където е повишен на фелдмаршал), впускайки се да създаде стабилна филипинска армия, въпреки неадекватното финансиране. През декември 1937 г. се пенсионира от американската армия.
Макартър е женен за Луис Кромуел Брукс от 1922 г., но бездетният брак завършва с развод седем години по-късно. През 1937 г. се жени за Джийн Феърклот, а единственото им дете се ражда в Манила на следващата година.

## Втора световна война
През юли 1941 г. Макартър е извикан обратно на активна служба, малко преди САЩ да се включи във Втората световна война през декември. Той има задачата да провежда забавящи действия срещу Японската империя във Филипините. През март 1942 г. Макартър избягва в Австралия пред настъпващите японски войски, оставяйки командването си в база Кореджидор. След това поема командването на съюзническите войски в югозападния тихоокеански театър. Той предприема офанзива в Нова Гвинея, която изтласква японците от острова през януари 1943 г. В поредица от операции през 1943 – 1944 г. войските му завземат стратегически точки на Нова Гвинея, от Лае до Сансапор, докато междувременно превземат Адмиралтейските острови и западната част на Нова Британия. Едновременно северно движение на южните тихоокеански сили през Соломоновите острови, над които Макартър поддържа стратегически контрол, подминава много от японските формирования.
След като печели решение от върховното командване да се нахлуе на Филипините, вместо на Формоса, Макартър напада Моротай, Лейте и Миндоро през есента на 1944 г. Едва след Лейте получава добра логистична подкрепа. По-ранните му планове се осъществяват напук на неподготвеността на войските и неадекватната материална база, само с малка помощ от Тихоокеанския флот. Макартър сериозно поставя под въпрос решението на началниците му да се даде приоритет на войната в Европа пред Тихоокеанската кампания и на действията в централната част на океана, вместо в югозападната част.
Най-големите му и най-скъпоструващите му операции се провеждат през 7-месечната кампания на Лусон през 1945 г. През същата пролет той се заема със завземането на южната част на Филипините и Борнео. Междувременно, той оставя операциите по разчистването на джобовете с японска съпротива на Нова Гвинея и Соломоновите острови на австралийската армия. Повишен е на армейски генерал през декември 1944 г. и е назначен за командир на всички американски войски в Тихия океан четири месеца по-късно. Ръководи церемонията по капитулацията на Япония на 2 септември 1945 г.
Като съюзнически командир на окупация в Япония през 1945 – 1951 г., Макартър на практика автократично ръководи (чрез император Хирохито и японския елит) демобилизацията на японските въоръжени сили, цензурирането на милитаристите, както и възстановяването на икономиката и съставянето на либерална конституция. Въведени са значителни реформи върху разпределянето на земите, образованието, труда, здравеопазването и правата на жените. В Япония, Макартър оглавява Далекоизточното командване на армията на САЩ.

## Корейска война
С избухването на Корейската война през 1950 г., Макартър е избран да командва силите на ООН там. След като възпира севернокорейското настъпление близо до Пусан, той предприема дързък десант при Инчон през септември и нахлува в Северна Корея през октомври, докато севернокорейската армия се разпада с бързи темпове. През ноември, обаче, китайски сили нападат разделените войски на Макартър над 38-ия паралел и ги принуждават да се изтеглят към Сеул. Два месеца по-късно, войските на Макартър се завръщат в офанзивата, отново навлизайки в Северна Корея.
На 11 април 1951 г. американският президент Хари Труман освобождава Макартър от длъжност, поради неподчинението и нежеланието на Макартър да води ограничена война. Завръщайки се в САЩ, Макартър първоначално получава широка обществена подкрепа, но вълнението угасва след публичното разследване на Сената за уволнението му.
През 1944, 1948 и 1952 г. консервативни републикански групи се опитват на празно да номинират Макартър за президент на САЩ. През 1952 г. Макартър приема работа като председател на борда на компанията за пишещи машини Remington Rand. След това той рядко се появява сред обществеността и живее в уединения в Ню Йорк. Умира във Вашингтон през 1964 г. и е погребан в Норфолк, Вирджиния.
Личността на Макартър е загадъчна и противоречива. За мнозина, той е властен, сдържан, егоистичен и претенциозен. За други, особено щаба му, той е добър, смел и ненатрапчив, дори смирен. Властите считат, че той има превъзходна интелигентност, рядка способност за командване и пламенна отдаденост към дълга, честта и държавата.

## Галерия
- Макартър като бригаден генерал във френски замък, септември 1918 г.
- Генерал Джон Пършинг награждава Макартър с медал за отлична служба, 1918 г.
- Макартър с началник-щаба генерал-майор Ричард Съдърланд в щаб-квартирата на Корегидор, Филипините, 1 март 1942 г.
- Генерал Макартър се завръща във Филипините, с филипинския президент Серхио Осменя отдясно, филипинския външен министър Карлос Ромуло отзад и Съдърланд отляво, октомври 1944 г.
- Макартър подписва капитулацията на Япония на борда на кораба „Мисури“, 2 септември 1945 г.
- Макартър с японския император Хирохито, 27 септември 1945 г.
- Макартър наблюдава залп на корабната артилерия по корейския град Инчон на борда на кораба „Маунт Макинли“, 15 септември 1950 г.